# Марија Лаништанин
Марија Лаништанин (дев. Агбаба; Кикинда, 9. август 1995) српска је рукометашица која игра на позицији десног бека. Тренутно наступа за Бекешчабај Елере и за репрезентацију Србије.
Њена млађа сестра Јелена Агбаба је такође рукометашица.